# Паллагорио
Паллагорио (итал. Pallagorio) — коммуна в Италии, располагается в регионе Калабрия, подчиняется административному центру Кротоне.
Население составляет 1627 человек, плотность населения составляет 40 чел./км². Занимает площадь 41 км². Почтовый индекс — 88818. Телефонный код — 0962.
Покровителем коммуны почитается Иоанн Креститель, празднование совершается 24 июня.